# خوان مارتينيز (رسام)
خوان مارتينيز (بالإسبانية: Juan Martínez Montañés)‏ (و. 1568 – 1649 م) هو نحات، ورسام، ومهندس معماري إسباني، ولد في ألكالا لا ريال، توفي في إشبيلية، عن عمر يناهز 81 عاماً.

## روابط خارجية
- خوان مارتينيز على موقع الموسوعة البريطانية (الإنجليزية)